# Xander Tielens

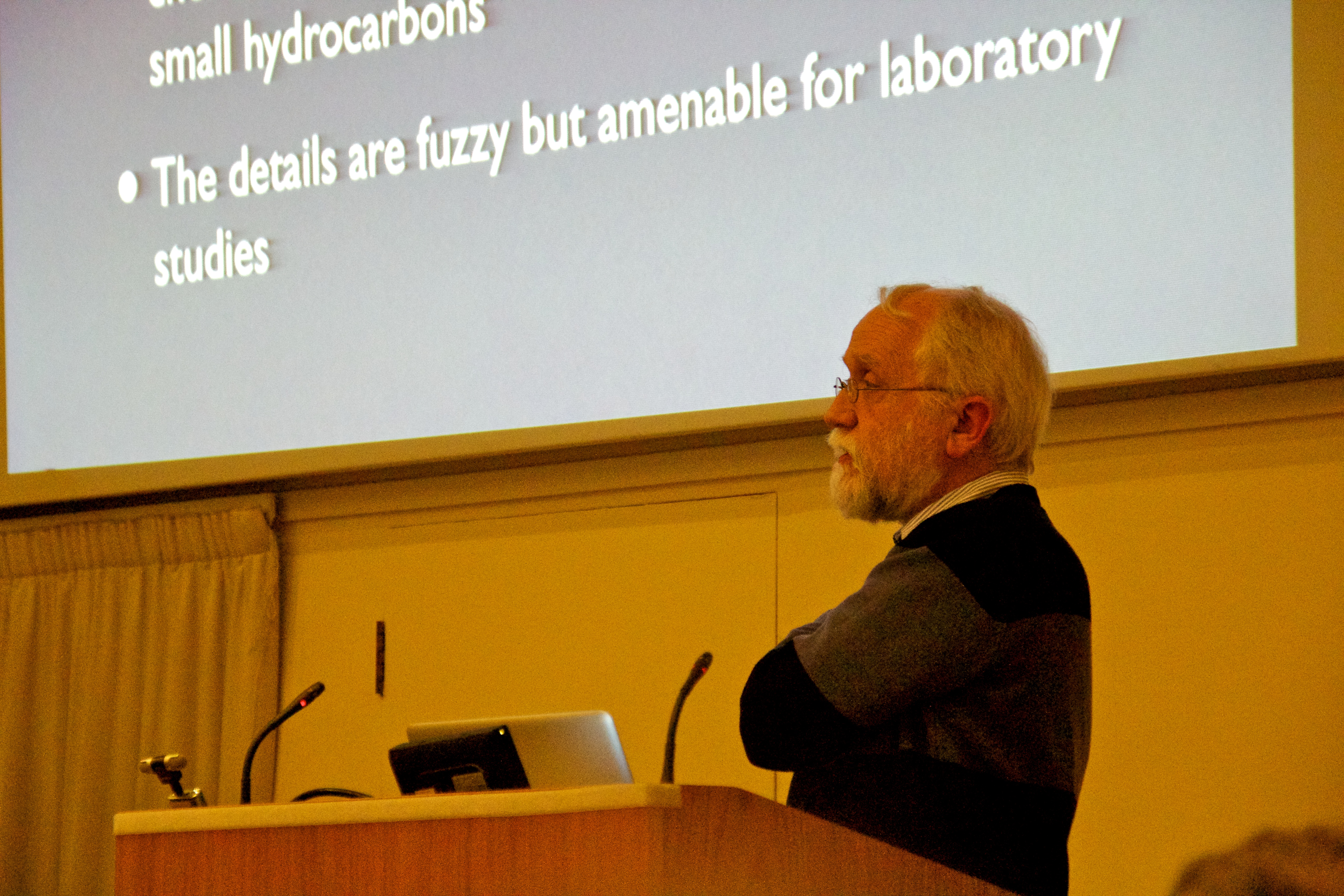

Alexander Godfried Gerardus Maria †Xander Tielens, auch A. G. G. M. Tielens zitiert, (* 1953) ist ein niederländischer Astronom. Er ist Professor am Observatorium der Universität Leiden.
Tielens studierte Astronomie an der Universität Leiden mit dem Abschluss 1982 und war danach mehrere Jahre am Ames Research Center der NASA, unterbrochen von der Zeit 1985 bis 1989 an der University of California, Berkeley. Ab 1997 lehrte er Astrophysik an der Reichsuniversität Groningen (Professur 2004) und war am Netherlands Institute for Space Research (SRON). 2005 war er außerdem wieder am Ames Research Center, blieb aber in Groningen außerordentlicher Professor. 2009 wurde er Professor in Leiden.
Er forscht unter anderem am Stratosphären-Observatorium für Infrarot-Astronomie (SOFIA) und Herschel-Weltraumteleskop (leitender Wissenschaftler am HIFI).
Von ihm stammen bahnbrechende Untersuchungen über die Rolle Polycyclischer Aromatischer Kohlenwasserstoffe (PAK) in interstellaren Gas- und Staubwolken und er war einer der ersten, der die wichtige Rolle dieser großen Moleküle für die Chemie interstellarer Materie erkannte. Er entdeckte auch, dass sich ein Großteil des interstellaren Gases in Photodissoziationsregionen nahe Sternen befindet.
2012 erhielt er den  Spinoza-Preis und 2009 einen Advanced Grant des European Research Council (ERC). 
Der Asteroid (15171) Xandertielens wurde 2012 nach ihm benannt.

## Schriften
- Interstellar Polycyclic Aromatic Hydrocarbon Molecules, Annual Review of Astronomy and Astrophysics, Band 46, 2008, S. 289–337
- Molecular Astrophysics, Cambridge UP 2021